# نوء القطب الجنوبي
نوء القطب الجنوبي (الاسم العلمي: Thalassoica antarctica))، جنس طيور بحرية من النوئيات وفصيلة خطافات البحر. يوجد
في القطب الجنوبي.